# Ingemar Lind (naturfilmare)

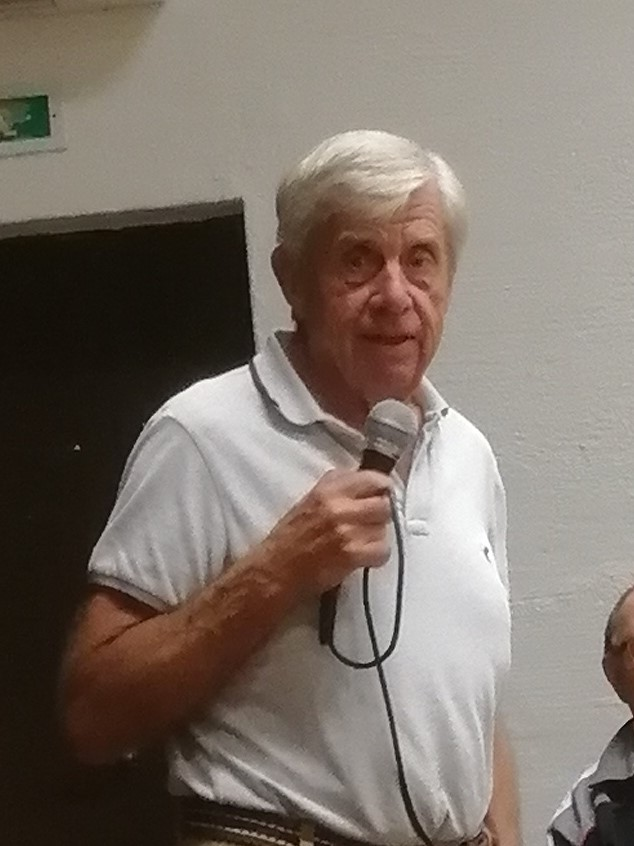
Ingemar Lind under ett föredrag.

Ingemar Lind, född 4 november 1939 i Stockholm, är en svensk naturfotograf och naturfilmare. Lind är en av de främsta naturfilmarna i Sverige. Han är son till William Lind.
Lind har arbetat hos Sveriges Radio 1959–1980 och efter detta har han arbetat med frilansuppdrag. Under perioden 1959–1969 arbetade han i grammofonarkivet och tog fram skivor till radioprogrammet "Skivor till kaffet". Han kom att arbeta mer och mer med naturprogram och han har bidragit med sin röst i flera filmer från utlandet genom programmet "Mitt i naturen".